# Moses Almosnino
Moses ben Baruch Almosnino (in lingua ebraica: משה אלמושנינו) (Salonicco, 1515 circa – Costantinopoli, 1580 circa) è stato un rabbino greco.

## Biografia
Fu eletto rabbino della comunità di ebrei sefarditi Neveh Shalom a Salonicco nel 1553, e della congregazione di Livyat Hen nel 1560. Fu molto noto sia per la sua conoscenza della dottrina rabbinica che per lo studio delle scienze dei suoi tempi, in particolare la fisica e l'astronomia, e fu autore di commentari su molti trattati tradotti dall'arabo e dal latino. Nel 1565, rappresentò con successo i suoi confratelli in un'udienza con il sultano Selim II, ottenendo la conferma dei loro diritti civili.

## Opere
Nel 1570, Almosnino scrisse un lungo commentario su cinque libri della Bibbia - Cantici, Rut, Lamentazioni, Ecclesiaste ed Ester - con il titolo di Yede Mosheh ("Le mani di Mosè"); fu autore anche di un commentario sul trattato talmudico Pirkei Avot ("Capitoli dei Padri") intitolato Pirkei Moshe pubblicato a Salonicco nel 1563 e di una raccolta di sermoni pronunciati in varie occasioni, in particolare orazioni funebri, intitolata Meammeẓ. Koah. Queste opere furono pubblicate in ebraico da suo figlio Simon, col sostegno degli altri due figli, Abraham e Absalom.
Un'altra opera ebraica di Almosnino fu Tefillah le-Mosheh ("La preghiera di Mosè"), un'opera apologetica sul Pentateuco, pubblicata a Salonicco nel 1563 e ripubblicata a Cracovia nel 1598 e nel 1805.
Almosnino ha anche scritto un'omelia in lingua giudeo-spagnola, Regimiento de la Vida, concepita come una guida per suo figlio su come si dovrebbe vivere la vita, che tratta tra le altre cose dell'origine del bene e del male, dell'influenza delle stelle, della Provvidenza, della vita morale, dell'educazione dei bambini e del libero arbitrio. A quest'opera fu aggiunto un capitolo sui "Sogni, la loro origine e la loro vera natura", scritto su richiesta di don Giuseppe Nasi, duca di Nasso e delle Sette Isole. L'opera fu stampata in scrittura Rashi per i tipi di Joseph Jaabez a Salonicco nel 1564, ed è stata ripubblicata a Venezia nel 1604 e a Salonicco nel 1729. Un'appendice di cinque pagine contiene un elenco di parole spagnole difficili, ivi presenti, tradotte in ebraico. Un'edizione in lettere spagnole fu pubblicata da Samuel Mendes de Sola e soci ad Amsterdam nel 1729, dedicata ad Aaron David Pinto. Questo lavoro è considerato uno dei più rari in lingua spagnola. Un'opera storica di Almosnino, Extremos y Grandezas de Constantinopla, anch'essa in spagnolo con caratteri ebraici, fu traslitterata e ripubblicata da Jacob Cansino a Madrid nel 1638.
Secondo Moritz Steinschneider (Die Hebräischen Uebersetzungen des Mittelalters und die Juden als Dolmetscher, p. 215), Moses Almosnino fu anche autore di un commento all'Etica di Aristotele. Eliakim Carmoly (Toledot Gedole Yisrael, Metz, 1828, p. 12) lo menziona con il titolo di Pene Mosheh ("Il volto di Mosè"), affermando che fu scritto da Almosnino a Palestria vicino a Salonicco, e che suo figlio Simon, dopo la morte del padre, desiderava pubblicarlo (1584).